# Conseil départemental du Gers
Le conseil départemental du Gers est l'assemblée délibérante du département français du Gers, collectivité territoriale décentralisée. Son siège se trouve à Auch.

## Compétences
Le département exerce les compétences qui sont déterminées par le code général des collectivités territoriales.
Cette collectivité territoriale est administrée par son assemblée délibérante, dénommée depuis 2015 le conseil départemental. L'assemblée départementale élit son président et ses vice-présidents, ainsi que la commission permanente, désignée au scrutin proportionnel à la plus forte moyenne, qui disposent de pouvoirs propres ou délégués par le conseil départemental. Celui-ci prend par ses délibérations l'ensemble des autres décisions concernant la collectivité territoriale, et notamment détermine ses politiques publiques, vote son budget et les taux des impôts qu'elle perçoit. 
Les compétences du département, administré par son conseil, sont fixées par la loi no 82-213 du 2 mars 1982 fixant les droits et libertés des communes, départements et régions et les lois no 83-8 du 7 janvier 1983, no 83-663 du 22 juillet 1983 et no 83-1186 du 29 décembre 1983 portant sur la répartition des compétences entre l’État et les collectivités locales. Ces lois lui attribuent les compétences d’aide sociale à l'enfance, d’aide aux personnes handicapées, d’aide aux personnes âgées, l’entretien et l’investissement des routes départementales, l’organisation des transports et le soutien au développement économique. La loi no 2003-1200 du 18 décembre 2003 a ajouté la compétence en matière de revenu minimum d'insertion et la loi constitutionnelle no 2003-276 du 28 mars 2003 a instauré le principe de décentralisation.
La loi no 2004-809 du 13 août 2004 relative aux libertés et responsabilités locales a ajouté les compétences de gestion de certaines routes nationales, l’entretien et l’investissement dans les collèges, l’aide au logement, la protection maternelle et infantile, la gestion des cours d'eau et lacs, des espaces naturels sensibles, la gestion du schéma départemental des établissements d’enseignement culturel, des archives, bibliothèques et musées départementaux, l’entretien des immeubles possédés par l’État classés et inscrits aux monuments historiques, le financement du service départemental d'incendie et de secours,. 
Aux termes de la loi de modernisation de l'action publique territoriale et d'affirmation des métropoles du 27 janvier 2014
les départements ont « compétence pour promouvoir les solidarités et la cohésion territoriale sur le territoire départemental, dans le respect de l'intégrité, de l'autonomie et des attributions des régions et des communes. »

## Gouvernance

### Élus

#### Liste des présidents
Le conseil départemental était présidé depuis 1998 — avec une interruption entre 2013 et 2014 lorsqu'il est nommé ministre de l'Écologie, du Développement durable et de l'Énergie — par Philippe Martin, conseiller départemental de Baïse Armagnac. Il occupe auparavant la fonction de député de 1998 à 2013.
Condamné le 5 janvier 2022 pour détournement de fonds publics à  trois ans d'inéligibilité et deux ans de prison avec sursis pour avoir rémunéré son ex-épouse pour un emploi fictif d'assistante parlementaire entre 2002 et 2013, il démissionne immédiatement de son mandat,. 
Philippe Dupouy a été élu nouveau Président du Conseil départemental du Gers le 25 janvier 2022.
| Période                            | Période                      | Identité                     | Étiquette                    | Étiquette                    | Qualité |
| Président du conseil général       | Président du conseil général | Président du conseil général | Président du conseil général | Président du conseil général | Président du conseil général |
| ---------------------------------- | ---------------------------- | ---------------------------- | ---------------------------- | ---------------------------- | --- |
| 1945                               | 1949                         | Paul-Émile Descomps          |                              | SFIO                         | Conseiller général de Fleurance (1945 → 1961) Censeur de lycée Maire d'Auch (1947 → 1959)Sénateur du Gers (1948 → 1959) |
| 1951                               | 1967                         | Louis Leygue                 |                              | PRRRS                        | Conseiller général de Miradoux (1945 → 1967) Notaire - Maire de Miradoux (1934 → 1967) Sénateur du Gers(1959 → 1962) |
| 1967                               | 1970                         | Alexandre Baurens            |                              | PSU                          | Conseiller général de Valence-sur-Baïse (1945 → 1979) Exploitant agricole à Beaucaire Député du Gers (1946 → 1958) Maire de Valence-sur-Baïse (1944 → 1979)                                                                   |
| 1970                               | 1976                         | Jean Dauzère                 |                              | Divers droite                | Conseiller général d'Auch-Nord-Est (1949 → 1973) puis d'Auch-Nord-Ouest (1973 → 1979) Maire de Roquelaure Propriétaire-exploitant                                                                                             |
| 1976                               | 1982                         | Jean Laborde                 |                              | PS                           | Conseiller général d'Auch-Nord-Est (1973 → 1988) Médecin - Député du Gers (1973 → 1993) Maire d'Auch (1977 → 1995) |
| 1982                               | 1992                         | Jean-Pierre Joseph           |                              | PS                           | Conseiller général de Lectoure (1976 → 1992) Professeur, adjoint au maire de Lectoure Député du Gers (1988 → 1993) |
| 1992                               | 1998                         | Yves Rispat                  |                              | app. RPR                     | Conseiller général d'Canton d'Aignan (1988 → 2008) Agriculteur Député du Gers (1993 → 1997) Sénateur du Gers (1998 → 2008) Maire de Lupiac (1965 → 2014)                                                                      |
| 1998                               | 2013                         | Philippe Martin              |                              | PS                           | Conseiller général de Valence-sur-Baïse (1998 → 2015) Chef de cabinet ministériel Ancien adjoint au Maire de Valence-sur-Baïse) Député du Gers (2002 → 2013 et 2014 → 2017) Démissionnaire après sa nomination comme ministre |
| juillet 2013                       | 2014                         | Jean-Pierre Pujol            |                              | PS                           | Conseiller général de Nogaro (1994 → 2015) Pensionné Éducation nationale Maire de Nogaro (1989 → 2008) Député du Gers (2001 → 2002)                                                                                           |
| 2014                               | 2015                         | Philippe Martin              |                              | PS                           | Conseiller général de Valence-sur-Baïse (1998 → 2015) Chef de cabinet ministériel Ancien adjoint au Maire de Valence-sur-Baïse Député du Gers (2002 → 2013 et 2014 → 2017) Ministre (2013 → 2014)                             |
| Président du conseil départemental |                              |                              |                              |                              | |
| 2015                               | janvier 2022,                | Philippe Martin              |                              | PS                           | Conseiller départemental de Baïse-Armagnac (2015 → 2022) Démissionnaire après avoir été condamné à l'inéligibilité |
| janvier 2022                       | aujourd'hui                  | Philippe Dupouy              |                              | PS                           | Conseiller départemental de Gimone-Arrats (2015 → aujourd'hui) |

### Commission permanente
Dans l’intervalle des sessions publiques de l’assemblée délibérante, la commission permanente composée du président, des vice-présidents et, d'autres membres du conseil départemental, prend de nombreuses décisions. Cette commission permanente, qui tient ses pouvoirs de l’assemblée délibérante, gère les affaires que lui a déléguées le Conseil départemental.
La commission permanente est élue par l'assemblée départementale. 
Les vice-présidents élus après les élections départementales des 20 et 27 juin 2021 sont :
1. Céline Salles, conseillère départementale de Mirande-Astarac, maire de Malabat ;
2. Bernard Gendre, conseiller départemental de Fleurance-Lomagne ;
3. Charlette Boué, conseillère départementale de Fleurance-Lomagne ;
4. Jean-Pierre Cot, conseiller départemental de Val de Save, maire de Lombez ;
5. Nathalie Barrouillet, conseillère départemental de Pardiac-Rivière-Basse ;
6. Jérôme Samalens, conseiller départemental d'Auch-2, maire de Montégut ;
7. Françoise Casalé , conseillère départementale d'Astarac Gimone, maire de Mont d'Astarac ;
8. Francis Dupouy, conseiller départemental de Mirande-Astarac, maire de Clermont-Pouyguillès ;
9. Cathy Daste-Leplus, conseillère départementale d'Auch-3 ;
10. Bernard Ksaz, conseiller départemental de Gascogne Auscitaine .

La commission permanente comprend 23 autres membres.

## Composition du conseil départemental
Le conseil départemental du Gers est composé de 34 conseillers départementaux issus des 17 cantons du Gers de  la manière suivante pour la mandature 2022-2028 : 
| Parti                              | Sigle | Sigle | Élus | Groupes                                              |
| ---------------------------------- | ----- | ----- | ---- | ---------------------------------------------------- |
| Majorité (24 sièges)               |       |       |      |                                                      |
| Parti socialiste                   |       | PS    | 19   | Gers en Commun Socialistes, radicaux et républicains |
| Parti radical de gauche            |       | PRG   | 2    | Gers en Commun Socialistes, radicaux et républicains |
| Mouvement républicain et citoyen   |       | MRC   | 1    | Gers en Commun Socialistes, radicaux et républicains |
| Divers gauche                      |       | DVG   | 2    | Gers en Commun Socialistes, radicaux et républicains |
| Opposition (10 sièges)             |       |       |      |                                                      |
| Les Républicains                   |       | LR    | 6    | Le Gers Autrement                                    |
| Divers droite                      |       | DVD   | 3    | Le Gers Autrement                                    |
| Le Mouvement de la ruralité        |       | LMR   | 1    | Le Gers Autrement                                    |
| Président du Conseil départemental |       |       |      |                                                      |
| Philippe Dupouy (PS)               |       |       |      |                                                      |